# Schindtaler Felsen

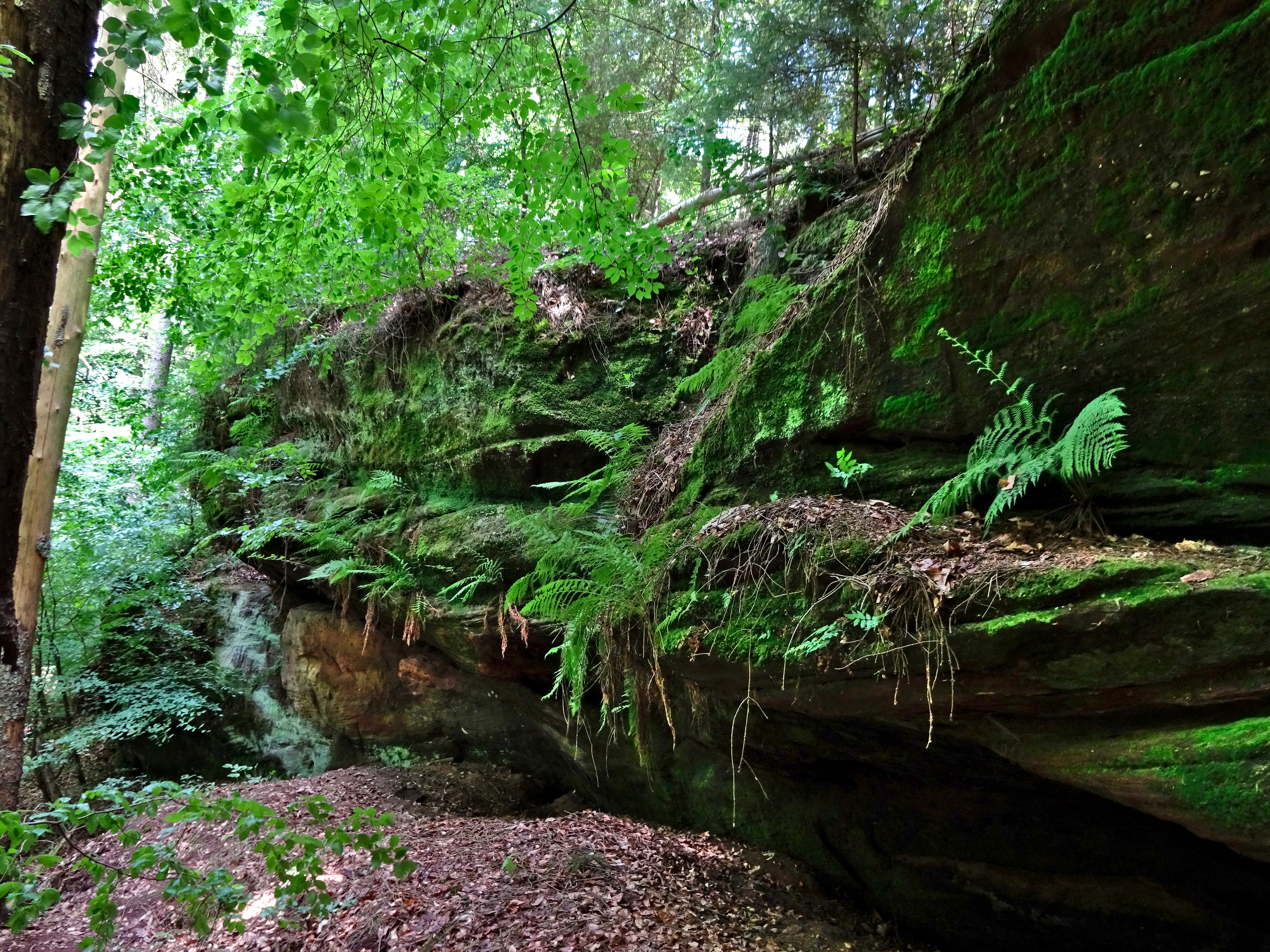

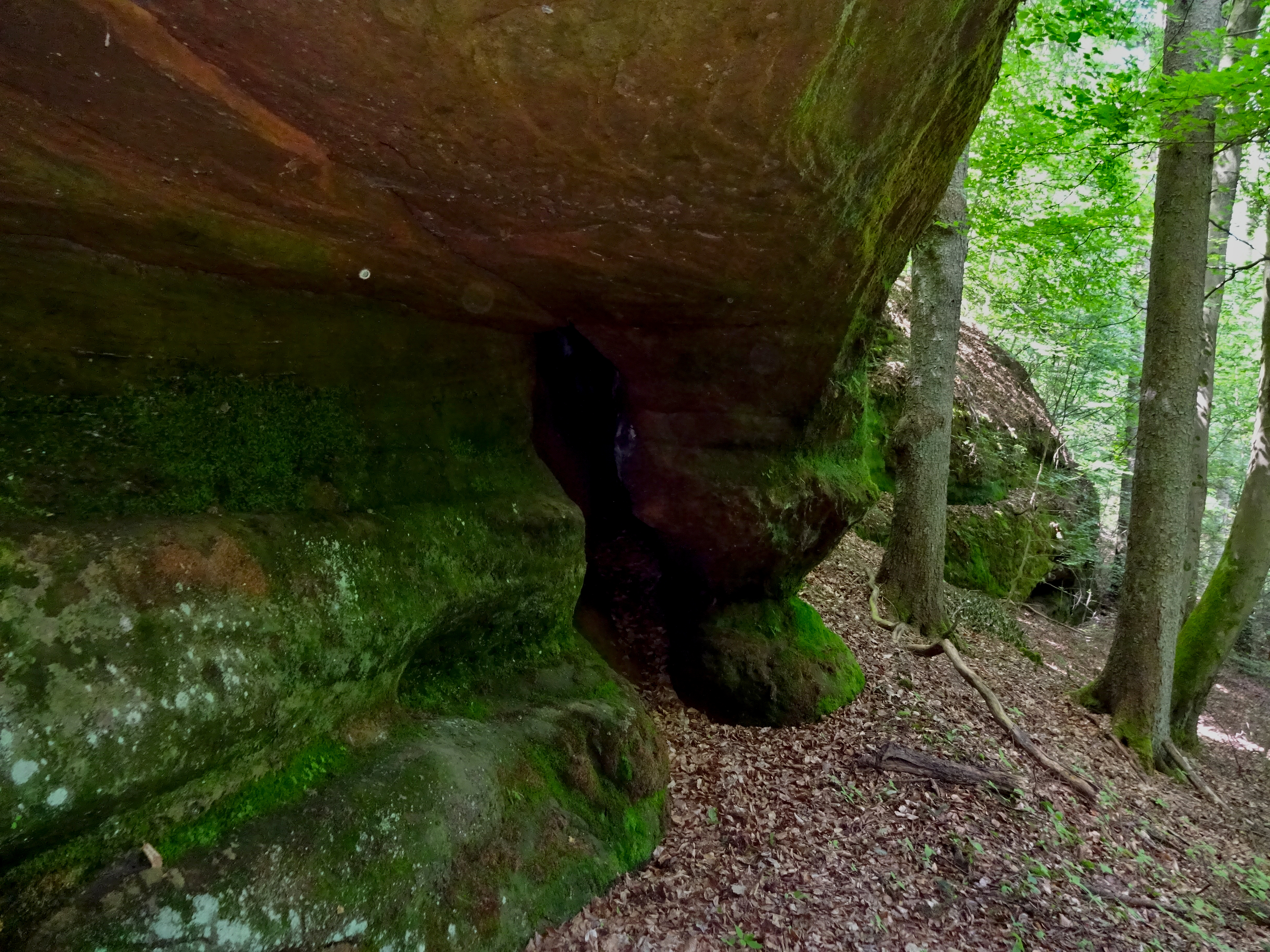

Die Schindtaler Felsen sind eine Felsformation im Naturschutzgebiet Oberwürzbach-Hirschental in Oberwürzbach, St. Ingbert. Sie dienten schon in frühgeschichtlicher Zeit als Aufenthaltsplätze, erstmals urkundlich erwähnt werden die Felsen im Jahr 1181. Sie sind als Naturdenkmal eingetragen und über die Straße „Am Köpfchen“ erreichbar sowie über einen Wanderweg erschlossen.